# Анфельція
Анфе́льція (Ahnfeltia) — рід червоних водоростей класу флоридових (Florideae). 

## Опис
Слань 10—20 см довжина, ниткоподібна, хрящувата, рясно дихотомічно розгалужена, темночервоного, часто майже чорного кольору. Відомо 4—5 видів. 
Найпоширеніша анфельція складчаста (Ahnfeltia plicata). Росте в холодних морях і океанах у прибережній зоні. У Росії з неї добувають агар-агар.